# Spadella cephaloptera
Espèce
Synonymes
- Sagitta cephaloptera Busch, 1851 - protonyme[2]
- Spadella parva[2]

Spadella cephaloptera est une espèce de chaetognathes de la famille des Spadellidae.

## Étymologie
Son nom spécifique est composé du grec ancien kéfalê, « relatif à la tête », et de ptéron, « relatif à l'aile ».

## Description

### Caractères externes
Spadella cephaloptera mesure environ 4 à 5 mm de long adulte. Le corps est transparent et certaines zones colorées d'un pigment brun. La plupart des organes internes sont visibles. La tête a la forme d'un cône tronqué court avec une base large et un sommet arrondi. De chaque côté de la base de la tête se trouve un faisceau d'épines préhensiles et près de l'apex une rangée de courtes soies coniques. La bouche est située en position antéro-ventrale au fond d'une dépression ventrale peu profonde appelée vestibule. La masse principale de la tête est formée d'un certain nombre de muscles qui donne le contour caractéristique, ils régulent les différents mouvements liés à la capture des aliments. La tête est compressée dorso-ventralement, la surface dorsale étant plate et la surface ventrale convexe. Elle est recouverte par un capuchon qui, au repos, forme une gaine renfermant les épines préhensiles et les soies. Le capuchon est attaché autour du cou et à la surface dorsale de la tête, la partie dorsale s'étendant jusqu'à l'extrémité antérieure de la tête, où il plonge vers le bas et forme la limite antérieure du vestibule. Il se termine ventralement derrière la bouche, autour de laquelle il laisse une large ouverture ovale, de sorte que quand le capuchon est tiré sur la tête, seule la fosse vestibulaire et la bouche sont découvertes. Quand l'animal s'apprête à attraper une proie, le capuchon est tiré vers l'arrière, exposant la moitié antérieure de la tête. Sur la surface dorsale de la tête, derrière le ganglion cérébral, se trouvent les deux yeux qui apparaissent comme deux taches noirâtres. Il y a aussi une paire de tentacules trapus, un sur chaque côté, placés latéralement près de la base des épines préhensiles. Ce sont des vestiges d'organes autrefois fonctionnels. La couronne ciliaire est placée sur la face dorsale du cou. Elle a la forme d'un anneau ovale dont le diamètre le plus long est perpendiculaire à l'axe longitudinal du corps.
Le tronc s'élargit légèrement à son extrémité postérieure, où les ouvertures vaginales féminines sont situées. L'anus s'ouvre ventralement dans la ligne médiane. Le ganglion ventral est placé dans la partie ventrale du tronc, à environ un tiers de sa longueur par rapport à a tête. Les deux ovaires sont placés chacun d'un côté de l'intestin, s'étendant vers l'avant jusqu'à la limite postérieure du ganglion ventral. Chaque ovaire est rempli de six à huit gros œufs opaques. Les ouvertures génitales féminines sont placées latéralement de chaque côté de l'anus et sont entourées de glandes cémentaires. La queue ne constitue pas un segment distinct. Il y a un septum longitudinal médian sur toute la longueur de la queue et la divise en chambres droite et gauche complètement remplies de masses de cellules mères spermatiques. La queue se rétrécit progressivement d'avant en arrière et se termine par un sommet pointu. Devant l'extrémité antérieure de la nageoire caudale, il y a une paire de gonflements ovales, ce sont les vésicules séminales, qui portent les ouvertures génitales masculines. Les nageoires latérales, une de chaque côté, s'étendent sur toute la longueur de la queue, de l'extrémité postérieure du tronc aux vésicules séminales.

### Téguments
Présence de huit ou neuf épines préhensiles de longueur variable, de chaque côté de la tête. Les dents ont une petite structure conique avec des pointes, entre cinq et sept en deux rangées, une de chaque côté, pointes vers la bas. Lorsque la bouche est ouverte, elles sont tournées vers la ligne médiane. Les nageoires sont assez transparentes et rayonnées. Elles n'ont pas de musculature et n'ont donc pas de mouvements indépendants. Sur la surface ventrale de la queue, l'épiderme porte des grappes de papilles adhésives, principaux organes d'adhésion. Présence de trois cavités cœlomiques, une dans la tête, une dans le tronc et une dans la queue.
Dans certaines régions de l'épiderme, les cellules ciliées se produisent dans des protubérances ressemblant à des verrues sur le corps et la couronne ciliaire. Chaque verrue à la forme d'un petit cône avec une fosse à son sommet. Une touffe de longs cils se projette à travers l'ouverture extérieure. L'ensemble de la verrue est appelée fosse ciliée.

#### Sur la tête
Il y a cinq paires de fosses ciliées, une de chaque côté de la ligne médiane :
- deux paires devant la bouche (une paire dorsale et une paire latérale) ;
- trois paires dans la région de la bouche (une paire ventro-latérale et deux paires à l'extrémité arrière de la tête).

#### Sur le tronc
Il y a cinq paires de fosses ciliées dorso-médianes non appariées avec de nombreuses fosses ciliées plus petites et six paires de fosses ciliées placées latéralement. Entre chaque paire de fosses ciliées latérales se trouvent trois paires de fosses ciliées plus petites : 
- une paire dorso-latérale ;
- une paire ventro-latérale ;
- une paire dorsale.

#### Sur la queue et la nageoire caudale
- Sur la queue est présente une rangée dorso-médiane non appariée de cinq fosses ciliées. Il y a également cinq paires de fosses ciliées dorso-latérales et cinq paires de fosses ciliées ventro-latérales, elles se situent toutes de chaque côté, au-dessus et au-dessous des bases des nageoires latérales ;
- Sur la nageoire caudale se trouvent trois fosses ciliées de chaque côté de l'insertion de la queue dans la nageoire et cinq fosses ciliées près de la bordure postérieure de la nageoire disposées en ligne semi-circulaire, toutes sur la surface dorsale[3].

## Alimentation
Il se nourrit principalement de petits crustacés. Les proies sont avalées entières, la tête en premier. Il existe un cannibalisme de jeunes individus.

## Reproduction
Spadella cephaloptera est hermaphrodite. Un individu dans lequel les vésicules séminales sont remplies de spermatozoïdes s'approche d'un autre dans lequel le réceptacle de spermatozoïdes est vide. Le premier individu s'ajuste alors dans une telle position que sa vésicule séminale est assez proche de l'ouverture vaginale de l'autre. Les spermatozoïdes sont ensuite évacués en masse. Une fois terminé, le premier individu change de position d'une telle façon que sa tête fait face à la queue du second. Dans cette nouvelle position, ils soulèvent simultanément leur tête à intervalles, de sorte que les couronnes ciliaires des deux individus se touchent. Pendant ce temps, les cils du vagin sont très actifs et les spermatozoïdes se tortillent leur chemin à travers le vagin jusqu'au réceptacle séminal. Une à deux heures peuvent être nécessaires pour que toute la masse des spermatozoïdes passe dans le réceptacle séminal et les animaux restent dans la deuxième position pendant tout ce temps. Mais si le réceptacle séminal est rempli avant que toute la masse des spermatozoïdes ne soit passée, ou si les individus sont dérangés, ils nagent et le deuxième individu penche la tête en arrière et ramasse et avale la masse de sperme qui reste encore sur l'ouverture externe du vagin.
Il pond environ 12 à 16 œufs à intervalles de 8 à 10 jours, toute l'année. Les œufs mesurent jusqu'à 3 mm de diamètre et sont attachés à un objet étranger au-dessous du niveau de l'eau.

## Stade larvaire
Les œufs éclosent au bout de 48 heures.
Pendant les trois premiers jours, la larve mesure 1 à 5 mm et est plutôt transparente. Elle adhère à la surface sur laquelle les œufs étaient initialement fixés et est capable de très peu de locomotion. L'adhésion se situe au niveau d'un côté ou de l'autre de l'extrémité antérieure de la tête ou au niveau de la surface ventrale du tronc.
Au quatrième jour, la couronne ciliaire est formée. Au cinquième jour, les yeux apparaissent.
Au septième jour, la structure ressemble étroitement à celle de l'animal adulte. La larve commence à se nourrir qu'à partir de ce stade. Elle se nourrit de petits diatomées et d'algues. Elle est capable de nager. La longueur du corps augmente jusqu'au quinzième jour. À ce stade, la larve est plus vigoureuse et active, elle nage par des mouvements de dard. Toutes les épines préhensiles sont présentes et les dents commencent à se développer. Elle se nourrit de petits copépodes.

## Distribution
Spadella cephaloptera a été trouvé dans les eaux côtières, à partir de la boue de fond à une profondeur de 15 à 22 m, des îles des Orcades, archipel subarctique au Nord de l'Écosse. Il est distribué dans toute la mer du Nord. Il a également été signalé en Australie et au Japon,.
C'est un habitant côtier de baies peu profondes, dont les eaux sont mélangées avec une quantité plus ou moins grande d'eau douce provenant des rivières qui s'y écoulent. Il est toujours collé aux surfaces lisses des algues et de petits cailloux.

## Publication originale
- Dr. Wilhelm Busch, Beobachtungen über Anatomie und Entwickelung einiger wirbellosen Seethiere (œuvre écrite), Inconnu, Berlin, 1851, [lire en ligne].